# シナトネリコ
シナトネリコ（支那梣、学名：Fraxinus chinensis）は、モクセイ科トネリコ属の植物の一種。中国では白蝋樹（はくろうじゅ、パイラーシュー）と呼ぶ。伝統的な中国医学では樹皮を秦皮（しんぴ）と呼び、痢疾に対する処方とする。

## 形態
落葉喬木で、樹高は 10–12 mに達する。樹皮は灰褐色で縦に裂ける。奇数羽状複葉でその長さは15–25cm、葉柄は4–6cm。葉軸は真っ直ぐ張り、上面には浅い溝がある。小葉は通常5–7枚、倒卵長円形から披針形、葉縁は整正鋸歯である。円錐花序は頂生および側生し、長さ8–10cm、下垂する。4–5月にかけて開花し、7–9月にかけて披針形で扁平な翼果をつける。雌雄異株で、雄花と雌花は別の個体に生じる。雄花は密集し、萼は小さく釣り鐘状、長さは約1mm、花冠はなく、葯は花糸と同等の長さ。雌花はまばらで萼は大きく桶状、長さは2–3mm、浅く4裂し、花蕊は細く長く、柱頭は2裂する。

## 分布
ベトナム、朝鮮半島および中国大陸の南北各省に分布し、海抜 800 m–1,600 mの地域に生育する。湿潤を好み、成長が早く、山地の雑木林の中に多く生える。中国での栽培の歴史は古く、分布も広い。特に中国西南部各省での栽培が最も盛んである。貴州省西南部の山間部の栽培種は枝葉が特に広く大きく、常に山地にあって半野生状態を呈する。

## 用途
シナトネリコの材は強靭で、家具、農具、荷車、合板などの製造に適している。樹皮は、中国伝統医学において秦皮（しんぴ、チンピー）と呼ばれ、内服では解熱、下痢、長血・おりものに、外用では目の充血・腫れ・痛み・かすみ目・角膜混濁に処方される。主成分はエスクレチンおよびフラキセチン。
中国では、白蝋虫（イボタロウムシ）を接種して養殖し、白蝋（イボタ蝋）を採集する。白蝋樹の名はここに由来する。またシナトネリコは、痩せ地や旱魃に耐え、軽度の塩鹹地でも生育することができ、成長も早いため、砂漠緑化における固砂樹種に適している。

## 亜種など
- チョウセントネリコ Fraxinus chinensis ssp. rhynchophylla (Hance) E. Murray
  - コウリョウトネリコ Fraxinus rhynchophylla Hance var. densata (Nakai) Y. N. Lee

コウリョウトネリコは朝鮮半島の固有種で、和名の「コウリョウ」は、大韓民国抱川（ポチョン）市にある「光陵の森」で初めて発見・報告されたことにちなむ。

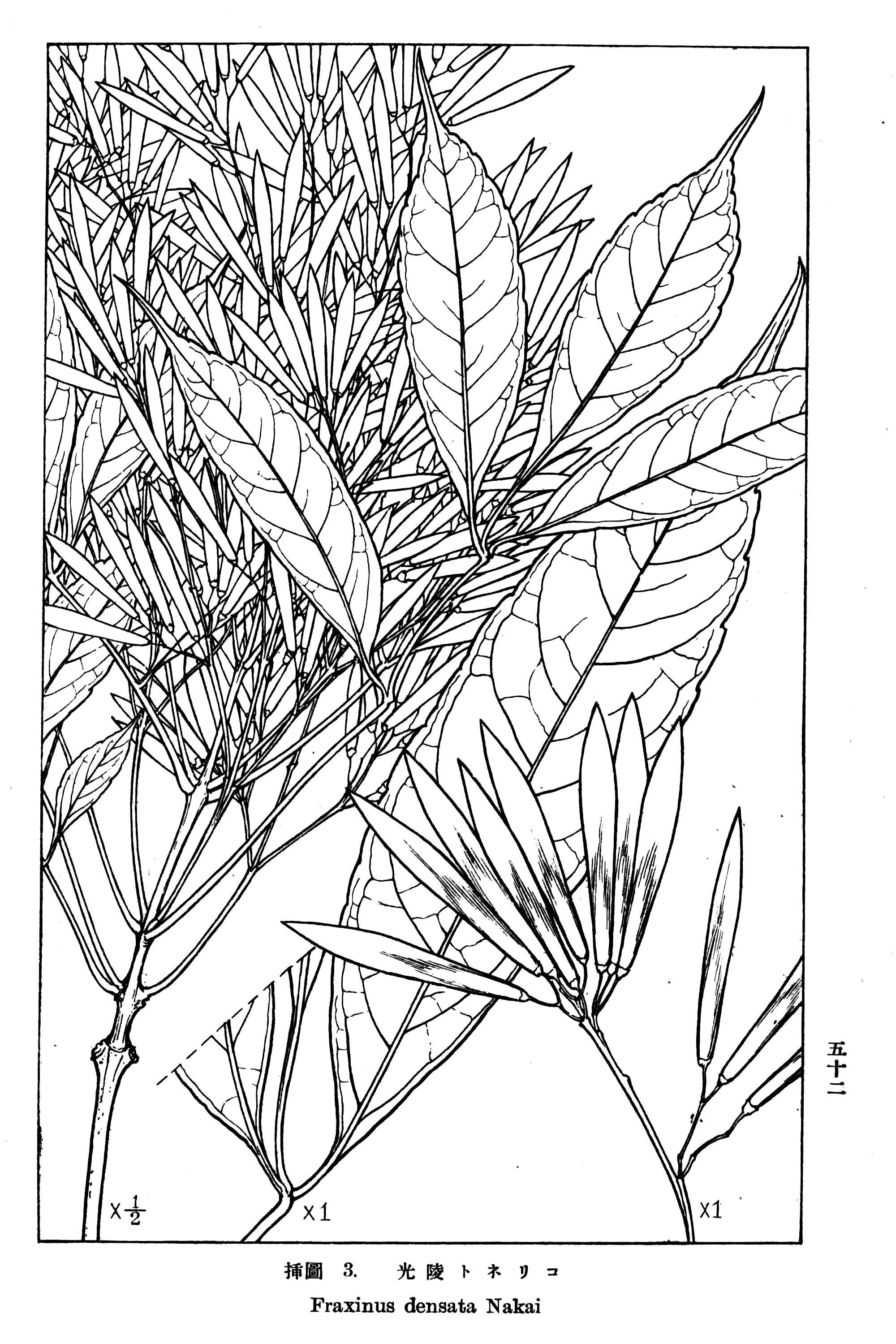
コウリョウトネリコのスケッチ（1932年）。この時は独立した新種として、Fraxinus densata と学名が記されている。